# Supercompressor
Funcionamento do 
Supercompressor 
num motor V6.
Supercompressor (também conhecido como supercharger ou blower) é um compressor de ar usado para forçar a entrada de ar nos cilindros de um motor de combustão interna. A quantidade adicional de oxigênio que chega aos cilindros permite que o motor queime mais combustível, o que aumenta a eficiência volumétrica do motor e faz com que ele tenha mais potência. Um supercompressor é conectado ao virabrequim por uma correia (geralmente dentada) e duas polias, é instalado entre o sistema de alimentação (injeção mecânica, ou injeção eletrônica) e o coletor de admissão. Sua finalidade é muito semelhante a do  turbocompressor, mas um turbocompressor é acionado pela energia dos gases do escapamento gerados no motor para girar uma turbina. Em aplicações onde uma quantidade grande de força física é mais importante que qualquer outra coisa, como nas corridas de dragsters e em veículos utilizados nas competições tractor pulling, os supercompressores são muito comuns. É muito popular em motores norte-americanos, principalmente os V8.

## História
|                                                    | 1934 Mercedes-Benz W25 1934 Mercedes-Benz W25 supercharged Straight-8 no Goodwood Festival of Speed 2009 |
| Problemas para escutar este arquivo? Veja a ajuda. | |

Em 1860, os irmãos Philander e Francis Marion Roots de Connersville, Indiana, patentearam o design para um deslocador de ar para uso em um alto-forno e outras aplicações industriais. 
O primeiro "Supercharger" do mundo realmente testado foi feito pelo Dugald Clerk, quem usou no primeiro motor a dois tempos em 1878. 

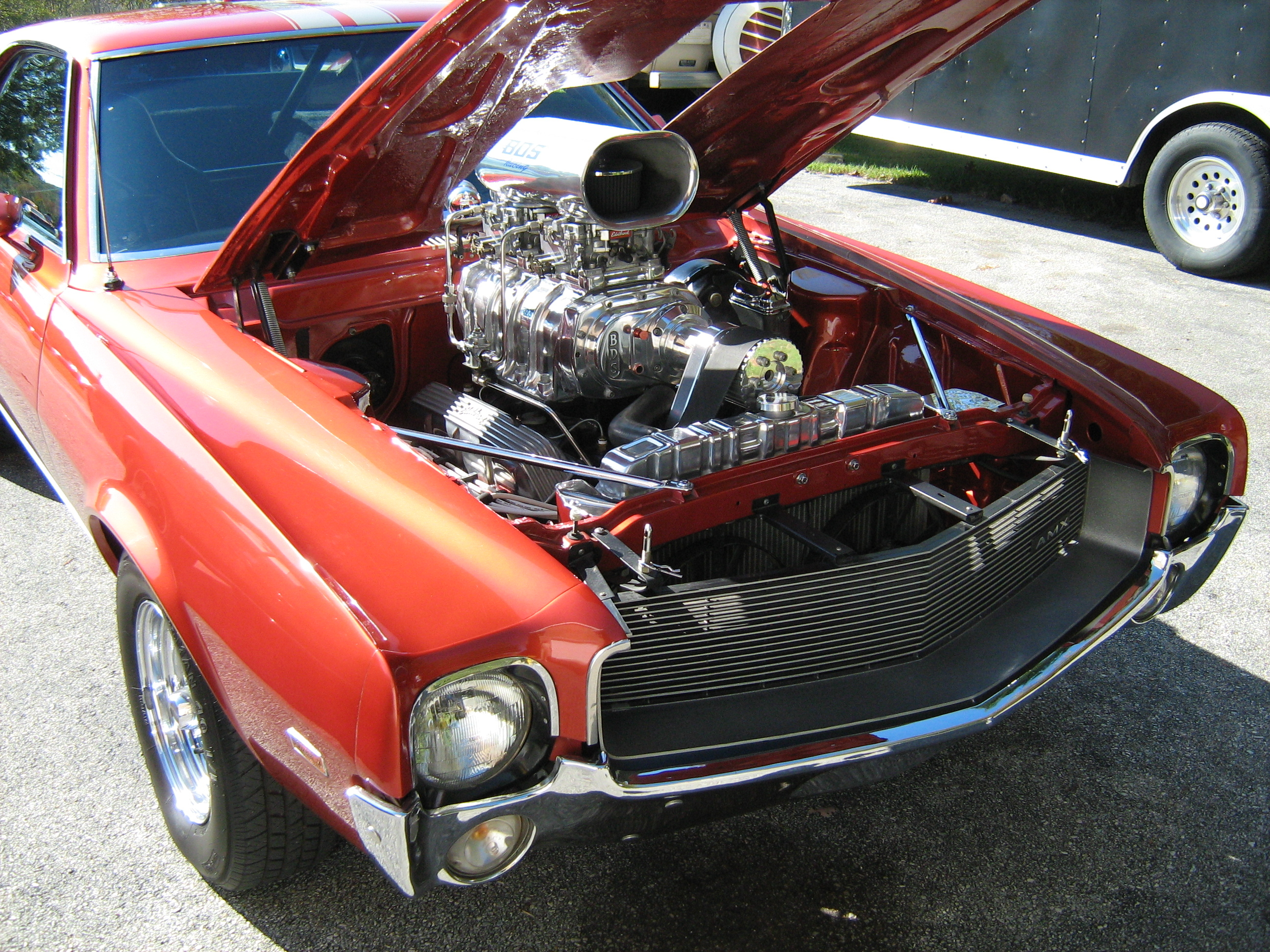
Supercharger em uma AMC motor V8 para Prova de arrancada.

Gottlieb Daimler recebeu uma patente alemã por equipar um motor à combustão com o supercompressor em 1885. Louis Renault patenteou um supercompressor centrífugo na França em 1902. Anteriormente um carro de corrida equipado com o supercompressor foi construído por Lee Chadwick de Pottstown, Pensilvânia em 1908, o qual foi relatado ter alcançado uma velocidade de 100 mph (160km/h).
A primeira construção de carros com supercompressor em série do mundo foram os Mercedes de 6/25/40 cavalos e os Mercedes de 10/40/65 cavalos. Ambos modelos foram introduzidos em 1921 e tinham supercompressores de fábrica.

## Tipos de Supercompressores
Existem dois tipos principais de supercompressores definidos de acordo com o método de compressão: descarga positiva e compressores dinâmicos. O primeiro entrega um nível relativamente constante de acréscimo de pressão em todas as velocidades do motor (RPM), enquanto o último acrescenta pressão de acordo com a velocidade do motor.
| Blower O blower, também conhecido como Roots, é o modelo mais antigo de todos, ele foi inventado em 1860 pelos irmãos Roots (Philander e Francis Marion Roots). O nome blower (em português: soprador) faz referencia ao seu funcionamento, ele funciona soprando ar para o motor por meio de dois rotores, mas não comprimindo por isso ele é considerado o modelo menos eficiente. | Compressor do tipo Blower do Ford Mustang.                              |
| Compressor centrífugo O compressor centrífugo é similar a um turbo, só que sem a "carcaça quente", essa parte é ligada ao motor por meio de uma polia, a rotação do motor faz girar o lado “frio” (o lado do compressor) a velocidades em torno de 50.000 RPM (contra 250.000 RPM do turbo). | Compressor centrífugo do tipo ProCharger.                               |
| Compressor Lysholm O compressor Lysholm, também conhecido com “compressor de parafuso” ou “twin-screw” (do inglês: duplo parafuso), foi inventado em 1935 por Alf Lysholm, este é o tipo mais comum e eficiente de supercompressores, no entanto o mais caro, esse modelo equipa modelos como o Jeep Grand Cherokee, Ford Mustang, Chevrolet Camaro entre outros. O funcionamento desse mecanismos é simples, o compressor funciona com dois parafusos paralelos que sugam o ar e o comprimem para depois o enviar para o motor. | · Animação que mostra o · funcionamento de um · compressor de parafuso. |